# 달의 그늘에서
달의 그늘에서(In The Shadow Of The Moon)는 영국에서 제작된 데이빗 싱턴 감독의 2006년 다큐멘터리 영화이다.

## 참여자
- 아폴로 11호
  - 버즈 올드린
  - 마이클 콜린스 (우주비행사)
- 아폴로 12호
  - 앨런 빈
- 아폴로 13호
  - 짐 러벨
- 아폴로 14호
  - 에드거 미첼
- 아폴로 15호
  - 데이비드 스콧
- 아폴로 16호
  - 존 영 (우주비행사)
  - 찰스 듀크
- 아폴로 17호
  - 유진 서넌
  - 해리슨 슈미트

## 제작진
- 공동제작: 크리스토퍼 라일리
- 협력프로듀서: 사라 킨셀라